# Naftalen

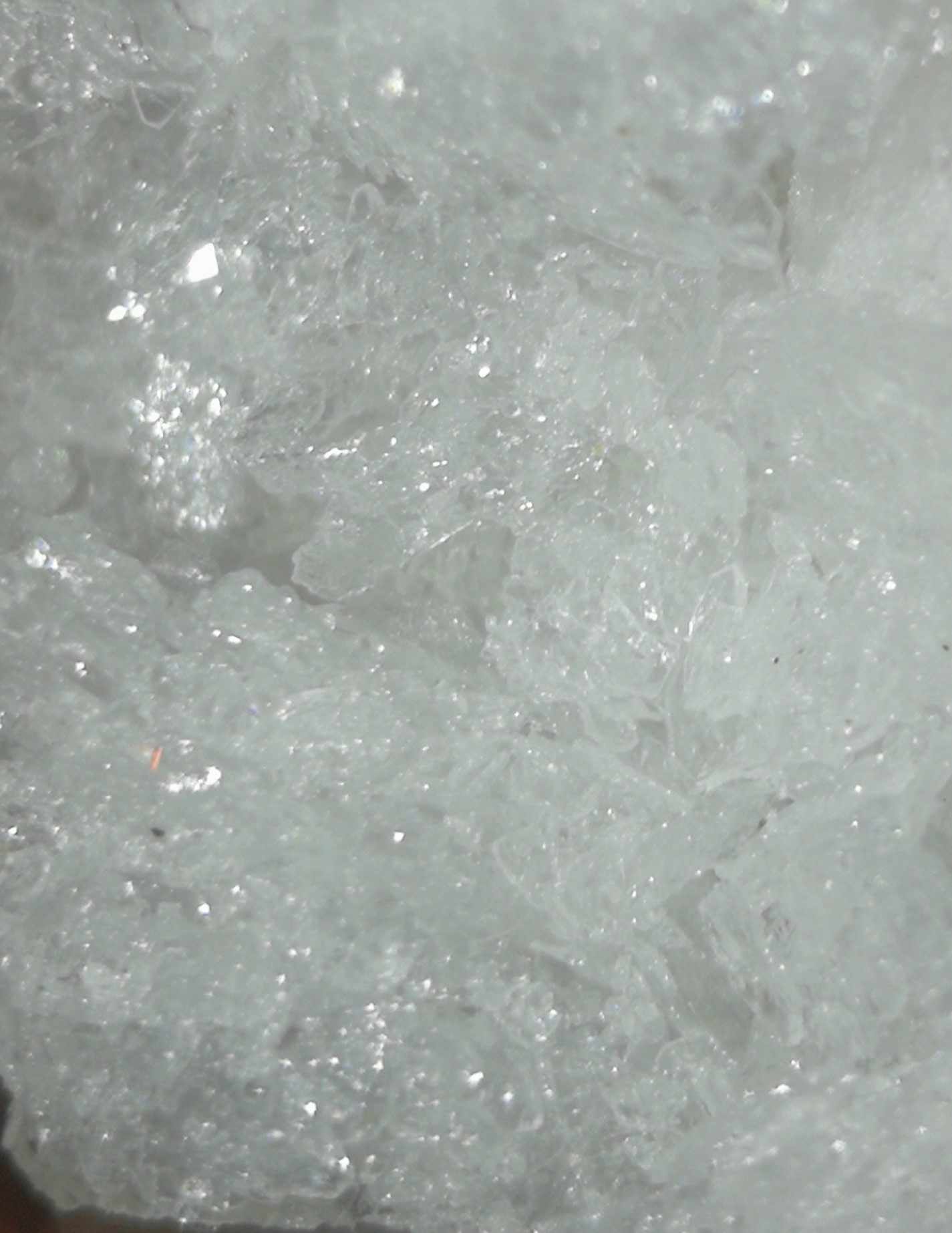
Naftalen.

Naftalen, C10H8, är en aromatisk kolväteförening, mer specifikt en acen, som till sin struktur består av två bensenringar som är ihopkopplade.

## Egenskaper
Ämnet uppträder som en vit kristallmassa eller tunna, rombiska kristaller, med en karaktäristisk genomträngande lukt. Smaken är lätt etsande. Det har en obetydlig löslighet i vatten, men löses lätt i bensen, toluen, eter, fettämnen m m. Ämnet förflyktigas redan vid vanlig rumstemperatur och brinner med en starkt lysande låga under kraftig sotutveckling.

## Förekomst
Naftalen förekommer i små mängder i olika eteriska oljor och kan bildas vid stark överhettning av organiska ämnen som etanol, kamfer, ättiksyra eller acetylen.
Den viktigaste förekomsten är dock i stenkolstjära, som kan innehålla 5–10 % naftalen. Det är särskilt den tjäroljefraktion som kallas mellanolja, som kan innehålla den största mängden. Det kan utvinnas ur denna som en biprodukt.

## Användning
Naftalen är ett viktigt utgångsmaterial för framställning av en rad kemiska föreningar, som används för tillverkning av tjärfärgämnen, ftaleinfärgämnen (eosin) och konstgjord indigo. Genom hydrering bildas de två tekniskt viktiga produkterna dekalin och tetralin.
Naftalen är mycket giftigt för vattenorganismer och kan orsaka långvarig skada på vattenliv. Ämnet användes förr till tillverkning av malkulor.